# Adiantum cupreum
Adiantum cupreum är en kantbräkenväxtart som beskrevs av Edwin Bingham Copeland. Adiantum cupreum ingår i släktet Adiantum och familjen Pteridaceae. Inga underarter finns listade.